# IRIS Fateh
Le IRIS Fateh (en persan : فاتح, littéralement « conquérant ») est un sous-marin côtier de la marine de la république islamique d'Iran, et le navire de tête de sa classe. Il a été mis en service dans la flotte du Sud le 17 février 2019 au chantier naval de Bostanu, Bandar Abbas, par le président iranien Hassan Rohani,.

## Construction
Le Fateh a été lancé en 2016, selon Sébastien Roblin. Cependant, H. I. Sutton dit que le Fateh a été lancé en septembre 2013 avec le numéro de coque 961, avant que celui-ci soit changé en 920. L’Iran avait annoncé le 4 décembre 2016 qu’il lancerait bientôt un sous-marin indigène.

## Description
Jeremy Binnie de Jane’s a commenté que sur la base des images publiées, le sous-marin est équipé de capteurs rétractables tels qu’un mât électro-optique et un périscope optique, ainsi que de capteurs radar et électroniques. Le système de propulsion du Fateh est couvert par le secret et est inconnu. Quatre tubes lance-torpilles de 533 mm ont été vus sur sa proue.
Des sources iraniennes ont écrit qu’il est armé de torpilles, de missiles de croisière anti-navire et de mines marines qui pourraient être tirées en immersion. Selon Caleb Larson, le Fateh est probablement capable de tirer des missiles Jask-2.

## Historique des services
Le Fateh a été vu pour la première fois lors de l’exercice conjoint Zolfaghar 99, qui s’est tenu en septembre 2020,. Il a tiré des torpilles pour la première fois lors de l’exercice naval Eqtedar (Power)-99, qui s’est tenu en janvier 2021.